# János Klimcsók
János Klimcsók [jánoš klimčók] (* 20. prosince 1920 Őrhalom), v českých a slovenských médiích uváděný jako János Klimčok či Ján Klimčok, je bývalý maďarský fotbalový brankář. V Československu působil jako repatriant po druhé světové válce.

## Hráčská kariéra
V maďarské lize chytal za Újvidéki AC (NAK Novi Sad – Novosadski atletski klub, existoval 1910–1945) a MTK Budapešť. V československé lize hájil branku Jednoty Košice. Od roku 1947 působil v italské Magentě, kde v sezoně 1947/48 hrál Serii B (údajně zde nastupoval jako útočník).

### Prvoligová bilance
| Ročník              | Zápasy | Góly | Minuty | Nuly | Klub              |
| ------------------- | ------ | ---- | ------ | ---- | ----------------- |
| I. liga 1943/44     | 3      | 0    | 270    | 1    | Újvidéki AC       |
| I. liga 1945/46     | 7      | 0    | 630    | 2    | MTK Budapešť      |
| I. liga 1945/46     | –      | 0    | –      | –    | ŠK Jednota Košice |
| I. liga 1946/47     | –      | 0    | –      | –    | ŠK Jednota Košice |
| I. liga 1946/47     | 2      | 0    | 180    | 0    | MTK Budapešť      |
| CELKEM I. ČS. LIGA  | –      | 0    | –      | –    |                   |
| CELKEM I. MAĎ. LIGA | 12     | 0    | 1 080  | 3    |                   |